# Dysdera liostetha
Dysdera liostetha este o specie de păianjeni din genul Dysdera, familia Dysderidae, descrisă de Simon, 1907.
Este endemică în Insulele Canare. Conform Catalogue of Life specia Dysdera liostetha nu are subspecii cunoscute.